# Schienenverkehr in Georgien

Schienennetz in Georgien

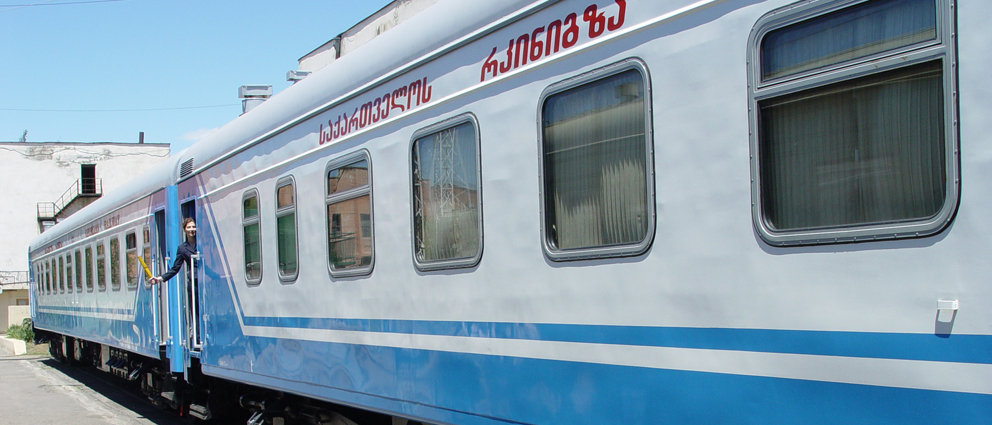

Schienenverkehr in Georgien gibt es seit dem letzten Drittel des 19. Jahrhunderts. Er wird heute von der Sakartwelos Rkinigsa (georgisch საქართველოს რკინიგზა; Georgische Eisenbahn) betrieben.

## Geschichte

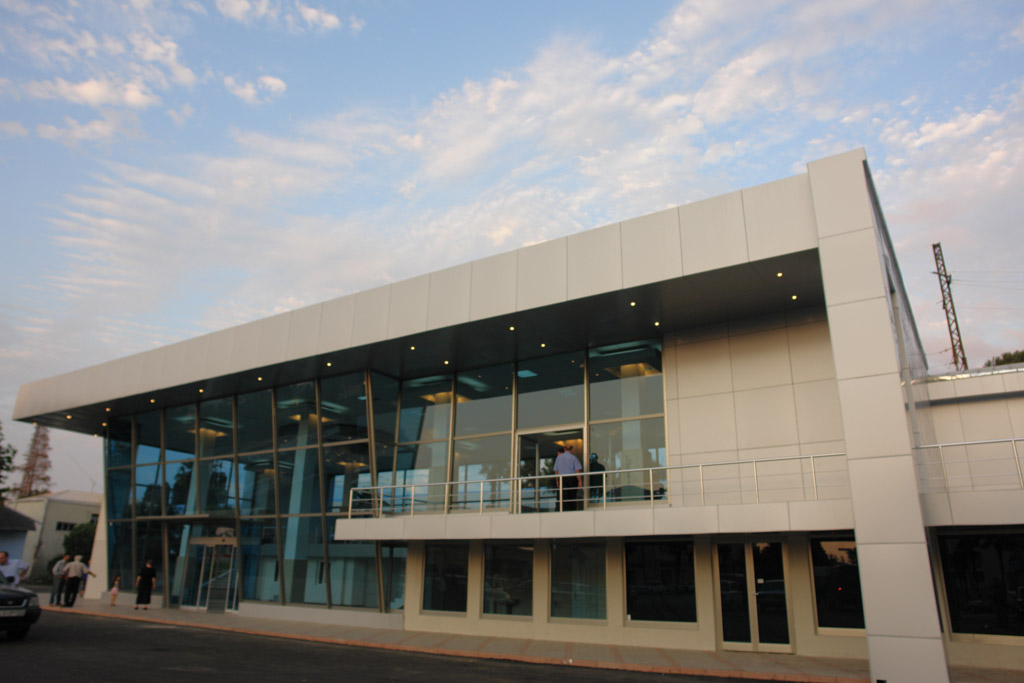
Neubau des Bahnhofs in Kobuleti (2006)

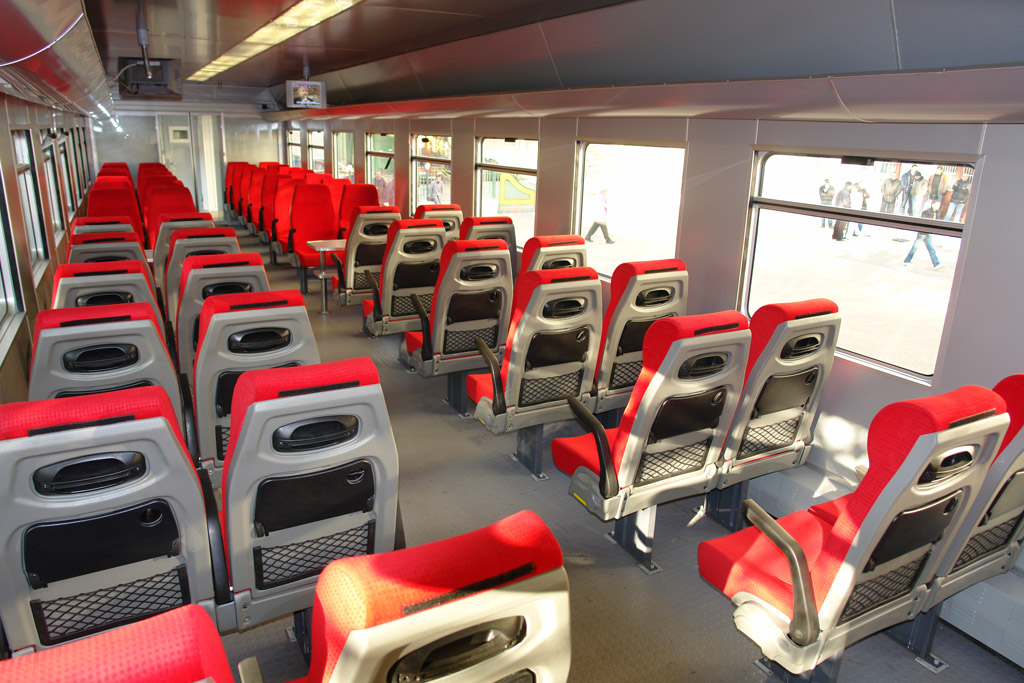
Großraumwagen in der Verbindung Poti–Tbilissi 2006

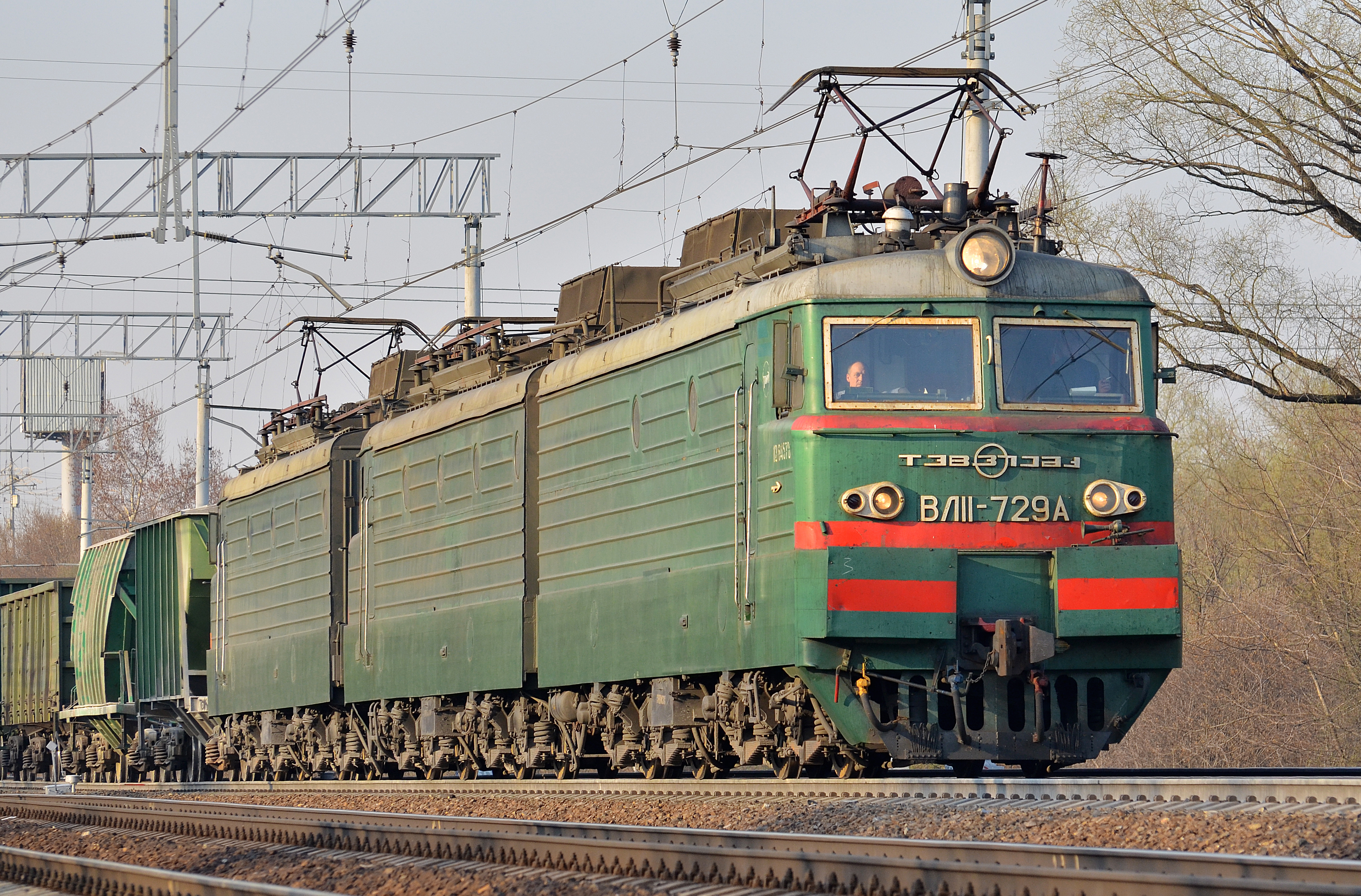
Dreiteilige Elektrolokomotive ВЛ11-729А vor einem schweren Güterzug

### Kaiserreich

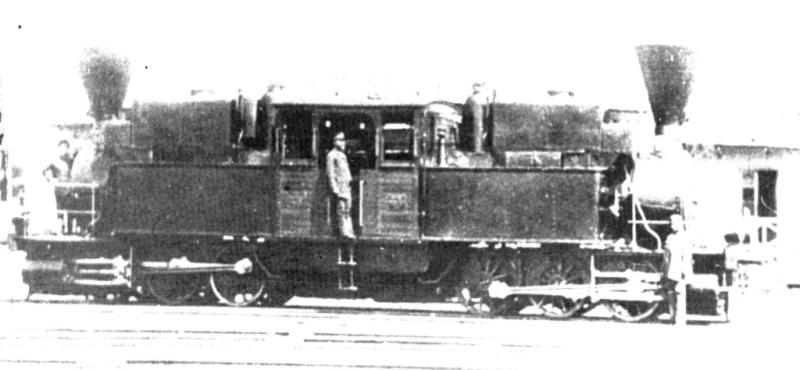
Dampflokomotive der Bauart Fairlie (Russische Baureihe Ф) am Suramipass

Die erste Eisenbahnstrecke Georgiens war die Bahnstrecke Poti–Baku. Die Konzession erhielt eine britische Gesellschaft. Der Bau der Strecke begann 1865 von Poti aus landeinwärts. Am 21. August 1871 wurde der Betrieb auf den ersten 132 km zwischen Poti und Qwirila (heute: Sestaponi) aufgenommen, am 10. Oktober 1872 erreichte der erste Zug des öffentlichen Verkehrs Tbilisi. 1871 wurde die Eisenbahngesellschaft Poti-Tiflis (russisch Поти-Тифлисской Железной Дороги) gegründet, die 1883 in der Transkaukasischen Eisenbahn (russisch Закавказской железной дорога) aufging. Diese Gesellschaft wiederum wurde 1889 unter Beibehaltung des Namens verstaatlicht. Die Strecke entstand deshalb in der landesüblichen russischen Breitspur von 1524 mm. Am 1. August 1871 ging der erste Abschnitt der Strecke zwischen Tiflis und Sestaponi in Betrieb, am 10. Oktober 1872 folgte der Abschnitt von Sestaponi nach Poti. Zum 2. Mai 1883 erfolgte an beiden Enden der Strecke Poti–Baku je eine Verlängerung:
- die Strecke von Tiflis nach Baku wurde in Betrieb genommen[1] und
- mit einer in Samtredia abzweigenden Strecke wurde Batumi, der – neben Poti – zweite Schwarzmeerhafen an die Eisenbahn angeschlossen. Poti war zuerst angeschlossen worden, weil das größere Batumi bis zum Berliner Vertrag von 1878 noch zum Osmanischen Reich gehört hatte.[1] Beide Häfen hatten eigene Hafeneisenbahnen in der Regie der Hafenverwaltungen, die zu einem späteren Zeitpunkt in die Transkaukasische Eisenbahn inkorporiert wurden.[6]

Es entstanden weitere Strecken:
- am 12. August 1877 die Strecke Rioni–Kutaissi (zweitgrößte Stadt Georgiens),
- 1883 die Strecke nach Baku[8],
- am 1. Mai 1884 die Strecke Chaschuri–Borschomi,
- am 10. Dezember 1887 die Strecke Kutaisi–Tkibuli,
- 1887 wurde eine Gesellschaft gegründet, um eine schmalspurige Eisenbahnstrecke zwischen Bordschomi und Bakuriani zu errichten. Diese Gesellschaft wurde 1894 von der Transkaukasischen Eisenbahn übernommen. Die Bahnstrecke Bordschomi–Bakuriani ging allerdings erst 1902 in Betrieb.[9] Heute ist sie die letzte in Georgien planmäßig betriebene Schmalspurbahn. Sie fährt mit der Spurweite 900 mm auf einer Länge von 37 km und ist elektrifiziert.[10]
- 1895 folgte die Schmalspurbahn Schoropani–Satschchere, 1957 umgespurt auf Breitspur und
- am 5. Dezember 1899 die Strecke nach Armenien.

Die Transkaukasische Eisenbahn war zunächst ein Inselbetrieb. Erst als die Wladikavkas-Bahn der Nordkaukasischen Eisenbahn 1900 Baku erreichte, war durchgehender Eisenbahnverkehr mit dem russischen Netz möglich. Die Eisenbahnverbindung nach Russland über Sochumi wurde sogar erst 1946 fertig gestellt.
Der 10. Oktober 1872, als der erste Zug Tbilisi erreichte, wurde zum Anlass genommen 2022 das 150-jährige Jubiläum der Eisenbahn in Georgien zu begehen. Aus diesem Anlass wurde der 10. Oktober zum Tag der Eisenbahner ausgerufen.

### Erste Georgische Republik
1917 wurde Georgien nach dem Untergang des Russischen Kaiserreichs unabhängig, 1918 als Demokratische Republik Georgien. Das Deutsche Reich war einer der ersten Staaten, die Georgien diplomatisch anerkannten und zugleich unter dem 28. Mai 1918 einen Vertrag mit dem neuen Staat schlossen, der unter anderem die Betriebsrechte der georgischen Eisenbahn auf Deutschland übertrug. Der Ausgang des Ersten Weltkriegs verhinderte praktische Auswirkungen des Abkommens. Während seiner vorübergehenden Unabhängigkeit änderte das Parlament die Transkaukasische Eisenbahn auf seinem Staatsgebiet in Georgische Eisenbahn um.

### Sowjetunion

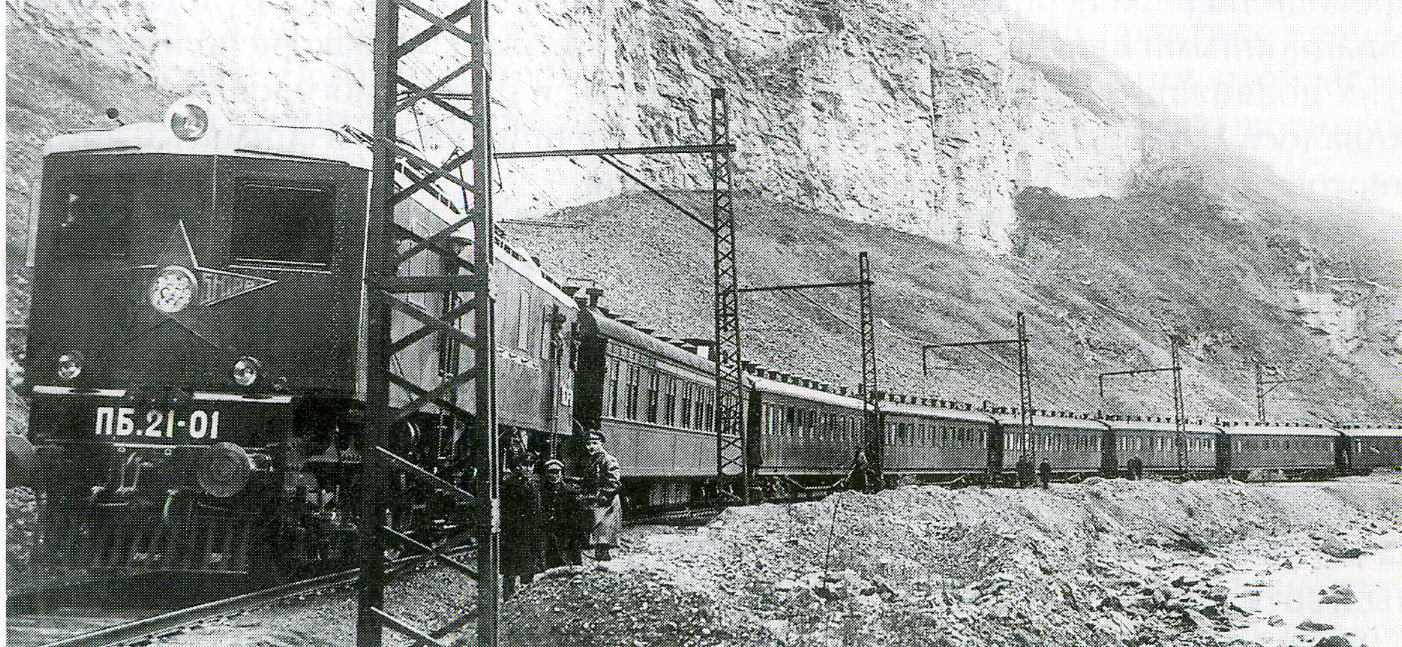
Versuchsfahrt mit einer Elektrolokomotive der Baureihe ПБ21 im Abschnitt Chaschuri–Gori 1934

Georgien wurde Teil der Sowjetunion, die Georgische Eisenbahn Teil der Sowjetischen Eisenbahnen (SŽD/СЖД). Die örtliche „Eisenbahndirektion“, zuständig für das Eisenbahnnetz in Georgien, Aserbaidschan und Armenien, übernahm die Bezeichnung „Transkaukasische Eisenbahn“. Das Netz in Aserbaidschan wurde mehrfach aus- und eingegliedert.
Im Rahmen der Elektrifizierungskampagne GOELRO erfolgte ab 1927 auch die Elektrifizierung des georgischen Eisenbahnnetzes in 3.000 Volt Gleichspannung. Dies bot sich aufgrund der im Bereich des Kaukasus zur Verfügung stehenden Wasserkraft an. Am 16. August 1932 wurde auf den Abschnitten Chaschuri–Sestaponi und Chaschuri–Surami der elektrische Betrieb aufgenommen, seit November 1967 ist das gesamte Netz elektrifiziert. Georgien ist damit neben Armenien und der Schweiz eines der wenigen Länder, deren Eisenbahnnetz vollständig elektrifiziert ist.
Nach dem Erdbeben von Spitak 1988 war der Eisenbahnverkehr nach Armenien bis 1996 unterbrochen.
Pioniereisenbahnen gab es in Tiflis, Poti und Chaschuri, alle in der Spurweite 750 mm.

## Sakartwelos Rkinigsa

### Geschichte
Am 9. April 1991 erklärte Georgien sich erneut für unabhängig. Die Eisenbahn im Land wurde als nationale Eisenbahngesellschaft Sakartwelos Rkinigsa (JS oder JSC) neu organisiert. In Abchasien und Südossetien kam es zur Sezession, die bis heute besteht. Die nach dort führenden Eisenbahnstrecken werden nicht mehr befahren, die Brücke über den Grenzfluss Enguri ist zerstört. Der Betrieb innerhalb Abchasiens und nach Russland wird seit 2010 von Don-Prigorod, einer Tochtergesellschaft der Russischen Eisenbahnen (RŽD), durchgeführt. Die Georgische Eisenbahn rechnet aber immer noch den in Abchasien gelegenen Teil des Netzes zu ihrem Streckennetz. In Südossetien gibt es keinen Eisenbahnverkehr mehr.
Bis 2004 litt die Georgische Eisenbahn unter Korruption. Es wurde kaum in die Modernisierung und Instandsetzung der Bahn investiert. Von 11.000 Wagen waren nur noch 7.000 betriebsfähig. Dagegen verfügte das im Bahnbesitz befindliche Fußballstadion von Lokomotive Tiflis über die modernsten Sportanlagen im Land. Generaldirektor Akaki Tschchaidse wurde 2004 verhaftet und verbrachte mehrere Monate in Untersuchungshaft, bevor er sich für drei Millionen US-Dollar freikaufte. Um die Modernisierung voranzutreiben, wurde die Eisenbahn im gleichen Jahr umstrukturiert, 2445 Mitarbeiter entlassen und die Löhne um 17 % angehoben. Die Tarife für den Gütertransport wurden gesenkt, im Reiseverkehr modernisierte klimatisierte Wagen und Schnellverbindungen eingerichtet.
Während des Kaukasus-Konflikts 2008 trennten Einheiten der russischen Streitkräfte das georgische Eisenbahnnetz vorübergehend in zwei Hälften. Am 16. August 2008 sprengten sie eine Brücke der Eisenbahnhauptachse nahe der Stadt Kaspi, 60 Kilometer nordwestlich von Tblissi.
Die Magistrale Poti–Baku wurde von 2008 bis 2014 erneuert.

### Infrastruktur
Georgiens Eisenbahn verfügt heute über ein insgesamt 1612 Kilometer langes, vollständig elektrifiziertes Netz. Dessen Hauptachse, die Bahnstrecke Poti–Baku, durchquert das Land von West nach Ost, von den Hafenstädten Batumi und Poti am Schwarzen Meer über Tbilissi und weiter nach Baku in Aserbaidschan am Kaspischen Meer.
Etwa 80 % der georgischen Eisenbahnstrecken verlaufen in gebirgigem Gelände mit Steigungen von bis zu 4,9 %. 247 Kilometer verlaufen in Kurven mit einem Radius von weniger als 300 Metern.
2006 wurde ein Programm zur Renovierung und zum Neubau von Bahnhöfen aufgelegt. Die Empfangsgebäude der Bahnhöfe von Machindschauri (ein Vorort von Batumi) und Kobuleti wurden neu errichtet, ebenso 2010 das des Bahnhofs Kutaissi-I. Das Empfangsgebäude des Zentralbahnhofs Tbilissi wurde renoviert und im Mai 2010 wieder eingeweiht.

Um eine direkte Bahnverbindung zwischen Georgien und der Türkei zu schaffen – die Bestandsstrecke führt über Armenien und ist wegen der politischen Differenzen zwischen Armenien und der Türkei ohne Verkehr – wurde eine Strecke von Achalkalaki nach Kars gebaut und 2017 fertiggestellt. 

### Fahrzeuge
Weit verbreitet sind die Elektrolokomotiven der Baureihe ВЛ10 und ВЛ11.

### Verkehr

#### Güterverkehr

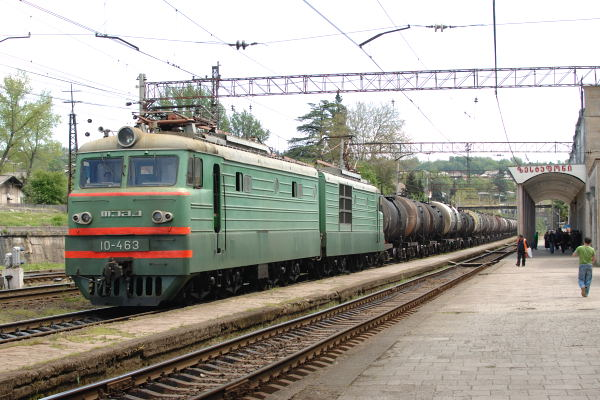
Ölzug der Sakartwelos Rkinigsa in Sestaponi (2009)

Der wesentliche Teil des Güterverkehrs besteht aus Erdöl oder Erdölprodukten, die aus den Fördergebieten in Aserbaidschan zu den Häfen in Poti und Batumi transportiert werden (sowie den entsprechenden Leerzügen in der Gegenrichtung).

#### Personenverkehr

Eine der beiden Auslandsverbin-dungen: Batumi–Jerewan

Der Fahrplan des Personenverkehrs wird im Internet veröffentlicht. An internationalen Verbindungen bestehen nur ein tägliches Zugpaar nach Baku und eines, das mehrmals wöchentlich verkehrt, von Tbilisi nach Jerewan. Letzteres fährt im Sommer täglich bis und von Batumi-Machindschauri am Schwarzen Meer.

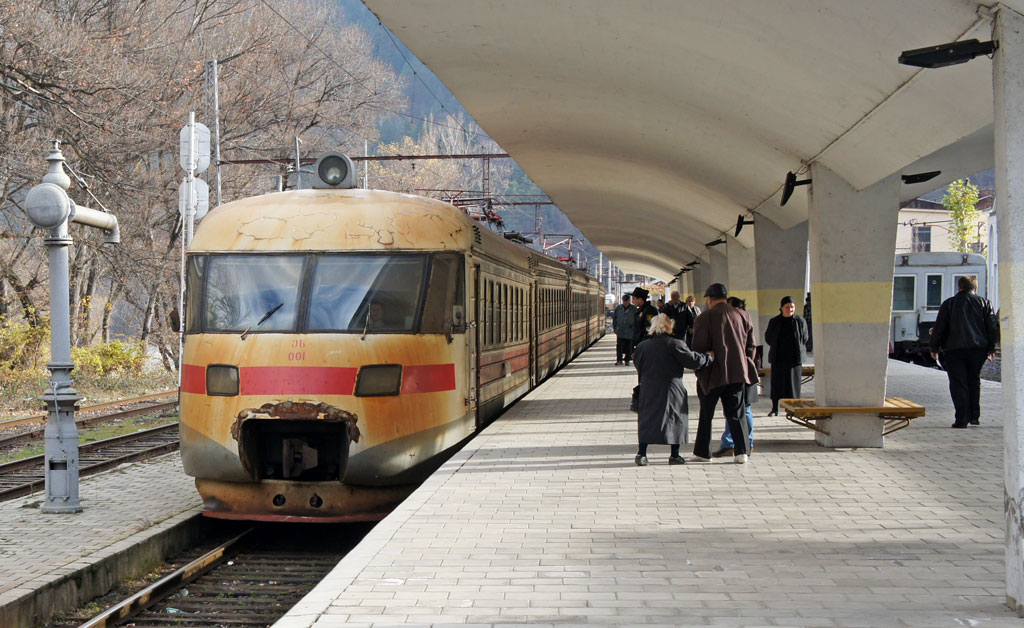
Triebwagen ЭС-001 im Bahnhof Bordschomi

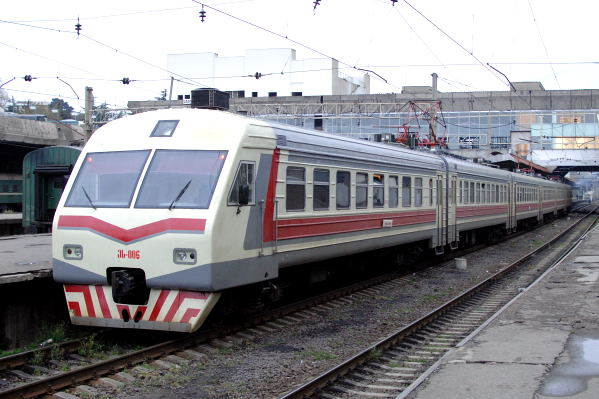
Fernverkehrstriebzug der Baureihe ეს (ES) in Tbilissi (2009)

Zwischen den großen Städten des Landes gibt es Fernverkehr sowohl mit Nacht- als auch mit Tagzügen vor allem zwischen Tiflis und Batumi sowie Tiflis und Poti. Dafür werden in China von CSR (heute: CRRC) gebaute Triebwagen der Baureihe GRT eingesetzt sowie seit dem 25. Juli 2016 auch KISS-Triebwagen von Stadler Rail. Diese Züge führen auch zwei unterschiedliche Wagenklassen. Darüber hinaus gibt es zwischen den wichtigsten Städten einen Schlafwagenverkehr.
Auf Nebenbahnen werden in der Regel nur zwei Zugpaare pro Tag angeboten, die mit sehr geringer Geschwindigkeit und oft mit umgebauten Triebwagen der Baureihe ER 2 gefahren werden.

### Zukunft
Die Eisenbahnstrecke durch Tbilissi soll in den kommenden Jahren durch eine zweigleisige 27 km lange Umgehungsbahn nördlich von Tbilissi ersetzt werden. Der Personenverkehr soll dabei in der Stadt zwei Kopfbahnhöfe erhalten – im Nordwesten der Stadt den Bahnhof Didube (bei der gleichnamigen Station der Metro Tbilissi) – und im Südosten den Bahnhof Nawtlughi (nahe der Metro-Station Samgori). Der heutige Zentralbahnhof soll nach Eröffnung der neuen Strecke stillgelegt und die Eisenbahninfrastruktur zurückgebaut werden. Eine durchgehende Verbindung für Personenzüge und der direkte Umstieg für Reisende, die über Tbilissi hinaus unterwegs sind, ist dann nicht mehr möglich. Zeitvorgaben zu diesem Projekt wurden bis jetzt nicht veröffentlicht.
Anders als das US-amerikanische Beratungsunternehmen Booz Allen Hamilton bewerten westeuropäische Verkehrsfachleute das Projekt wegen dieser Auswirkungen eher negativ.

## Schienengebundener ÖPNV

### Straßenbahnbetriebe
Straßenbahnbetriebe gibt es in Georgien nicht mehr. Sie bestanden in
- Tiflis. Hier wurde 1883 durch einen Privatmann eine Pferdestraßenbahn eröffnet, die 1897 von der belgischen Aktiengesellschaft Société Anonyme des Tramways de Tiflis übernommen wurde, die die Pferdestraßenbahn 1904 durch eine elektrische Straßenbahn in Meterspur ersetzte. Diese wiederum wurde zwischen 1933 und 1938 auf 1524 mm umgespurt.[25] 1951 und 1960 wurde das Netz drastisch zusammengestrichen[6], am 4. Dezember 2006 endgültig stillgelegt. Eine neue Straßenbahn mit neuen Fahrzeugen soll künftig in Betrieb genommen werden. → Hauptartikel: Straßenbahn Tiflis
- Bordschomi erhielt 1888 eine Pferdestraßenbahn.[14]

### U-Bahn

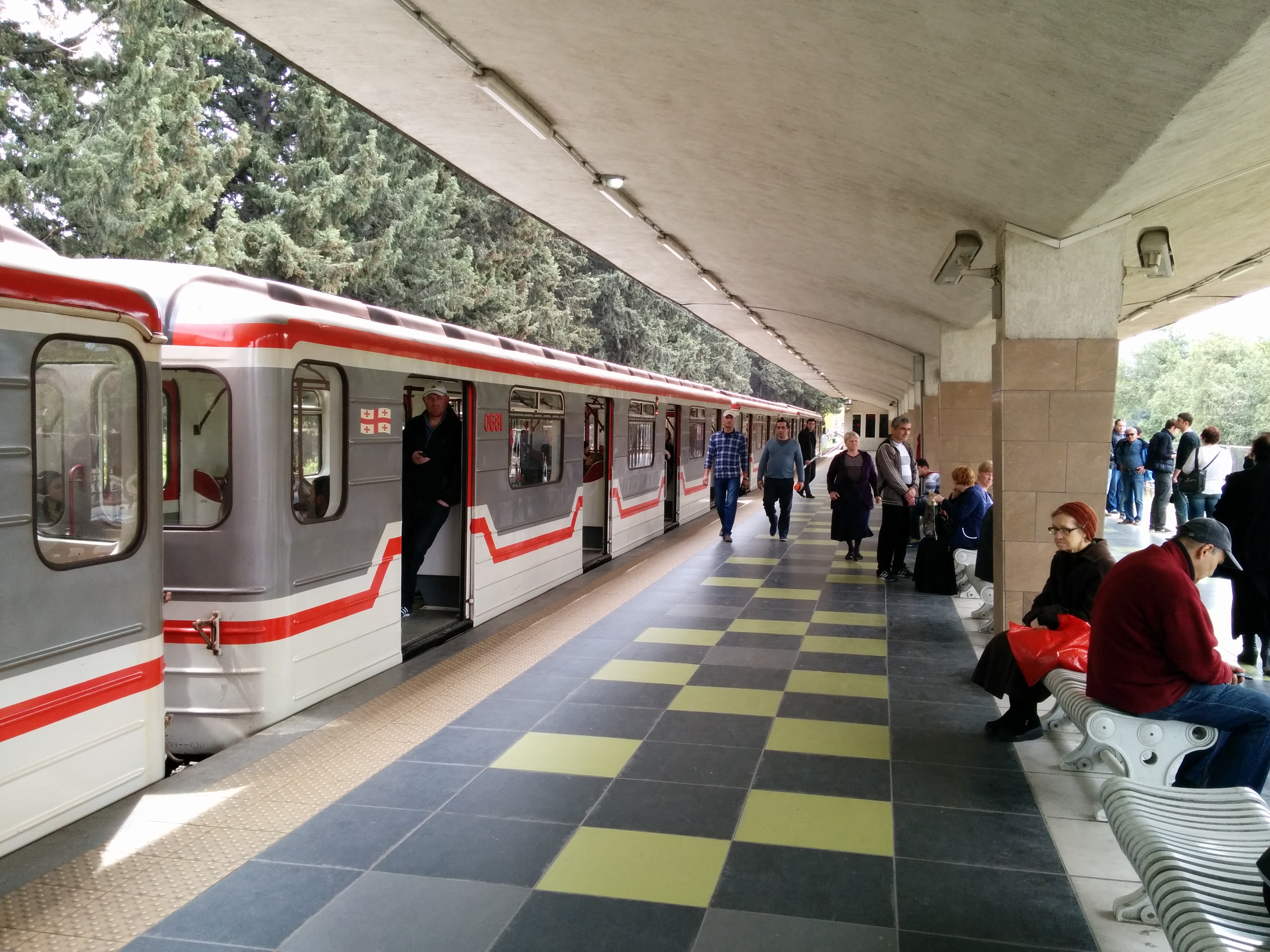
Metro Tbilissi – Station Didube

Nur in Tiflis gibt es in Georgien eine U-Bahn. Die erste Linie wurde 1966 eröffnet. Das Netz umfasst heute zwei Linien und hat eine Länge von 26,3 Kilometern. Eine dritte Linie soll sich ab den späten 1980er Jahren im Bau befunden haben, aufgrund fehlender Finanzmittel nach 1991 jedoch aufgegeben worden sein. Die U-Bahn ist mit 825 Volt Gleichstrom elektrifiziert, der über eine Stromschiene eingespeist wird.